# Thomas Kessler
Thomas Kessler (Colonia, Renania del Norte-Westfalia, Alemania, 20 de mayo de 1986) es un exfutbolista alemán que jugaba como portero.
En junio de 2020 anunció su retirada al término de la temporada.

## Clubes
| Club                         | País     | Año       |
| ---------------------------- | -------- | --------- |
| F. C. Colonia                | Alemania | 2007-2020 |
| F. C. St. Pauli (cedido)     | Alemania | 2010-2011 |
| Eintracht Fráncfort (cedido) | Alemania | 2011-2012 |